# FC Volendam in het seizoen 2022/23
Het seizoen 2022/23 van FC Volendam is het 68e seizoen van de voetbalclub in het Nederlandse betaald voetbal. De club komt door de promotie weer uit de Eredivisie. Ook komt FC Volendam uit in de KNVB Beker.

## Selectie en staf

### Selectie 2022-2023
| Keepers                  |                            |            |                                 |
| Barry Lauwers            | Nederland                  | 29-11-1999 | Jeugdopleiding                  |
| Filip Stankovic          | Servië / Italië            | 25-02-2002 | Internazionale                  |
| Verdedigers              |                            |            |                                 |
| Benaissa Benamar         | Nederland / Marokko        | 08-04-1997 | FC Utrecht                      |
| Oskar Buur               | Denemarken                 | 31-03-1998 | Wolverhampton Wanderers FC      |
| Achraf Douiri            | Nederland / Marokko        | 27-11-1999 | IJsselmeervogels (2020-2021)    |
| Billy van Duijl          | Nederland                  | 04-10-2005 | Jeugdopleiding                  |
| Josh Flint               | Engeland                   | 13-10-2000 | Jeugdopleiding                  |
| Dean James               | Nederland                  | 03-04-2000 | Jeugdopleiding                  |
| Xavier Mbuyamba          | Nederland / Congo-Kinshasa | 31-12-2001 | Chelsea FC                      |
| Damon Mirani             | Nederland                  | 13-05-1996 | Almere City                     |
| Derry John Murkin        | Engeland                   | 27-07-1999 | Jeugdopleiding                  |
| Brian Plat               | Nederland                  | 05-04-2000 | Jeugdopleiding                  |
| Middenvelders            |                            |            |                                 |
| Joey Antonioli           | Nederland / Italië         | 15-12-2003 | Jeugdopleiding                  |
| Francesco Antonucci      | België / Italië            | 20-06-1999 | Feyenoord                       |
| Carel Eiting             | Nederland                  | 11-02-1998 | Huddersfield Town               |
| Diego Gustavo            | Brazilië / Italië          | 19-06-2004 | Esporte Clube Laranja Mecânica  |
| Imran Nazih              | Nederland / Marokko        | 25-01-2006 | Jeugdopleiding                  |
| Gaetano Oristanio        | Italië                     | 28-09-2002 | Internazionale                  |
| Walid Ould-Chikh         | Nederland / Marokko        | 06-11-1999 | Jeugdopleiding                  |
| Florent Sanchez Da Silva | Frankrijk / Brazilië       | 02-04-2003 | Olympique Lyon                  |
| Calvin Twigt             | Nederland                  | 30-01-2003 | Jeugdopleiding                  |
| Aanvallers               |                            |            |                                 |
| Jordi Blom               | Nederland                  | 05-06-2002 | Jeugdopleiding                  |
| Ibrahim El Kadiri        | Nederland / Marokko        | 23-01-2002 | FC Utrecht Academie (2018-2019) |
| Bilal Ould-Chikh         | Nederland / Marokko        | 28-07-1997 | Clubloos                        |
| Leon Maloney             | Engeland                   | 13-05-2001 | Portsmouth FC (2019-2020)       |
| Daryl van Mieghem        | Nederland                  | 05-12-1989 | De Graafschap (2020-2021)       |
| Robert Mühren            | Nederland                  | 18-05-1989 | Cambuur Leeuwarden (2020-2021)  |
| Henk Veerman             | Nederland                  | 26-02-1991 | FC Utrecht (2021-2022)          |
| Lequincio Zeefuik        | Nederland / Suriname       | 26-11-2004 | Jeugdopleiding                  |

*1 Betreft een speler van Jong FC Volendam die bij minimaal één wedstrijd tot de wedstrijdselectie behoorde.

 = Aanvoerder

### Staf
| Wim Jonk            | trainer                            |
| Matthias Kohler     | assistent-trainer                  |
| Frank van der Geest | keeperstrainer                     |
| Frank Tuijp         | fysiotherapeut / performance coach |
| Michel Hordijk      | trainer individueel                |
| Björn van der Gaag  | fysiotherapeut                     |
| Paul Lemstra        | fysiotherapeut                     |
| Gerald Röben        | fysiotherapeut                     |
| Hans Bakker         | teammanager                        |

## Transfers

### Aangetrokken zomer
| Nat.               | Nr. | Naam                | Van                            | Type         | Contract tot | Transfersom | Periode | Bron  |
| ------------------ | --- | ------------------- | ------------------------------ | ------------ | ------------ | ----------- | ------- | ----- |
| /                  | 19  | Francesco Antonucci | Feyenoord                      | Huur         | 2023         | n.v.t.      | Zomer   | [ 1 ] |
| /                  | 16  | Benaissa Benamar    | FC Utrecht                     | Koop         | 2023         | onbekend    | Zomer   | [ 2 ] |
| /                  | 1   | Filip Stankovic     | Internazionale                 | Huur         | 2023         | n.v.t.      | Zomer   | [ 3 ] |
| Vlag van Italië    | 10  | Gaetano Oristanio   | Internazionale                 | Huur         | 2023         | n.v.t.      | Zomer   | [ 4 ] |
| Vlag van Nederland | 9   | Henk Veerman        | FC Utrecht                     | Koop         | 2025         | onbekend    | Zomer   | [ 5 ] |
| Vlag van Nederland | 8   | Carel Eiting        | Huddersfield Town              | Transfervrij | 2024 *       | n.v.t.      | Zomer   | [ 6 ] |
| /                  | 18  | Diego Gustavo       | Esporte Clube Laranja Mecânica | Transfervrij | 2025         | n.v.t.      | Zomer   | [ 7 ] |
| /                  | 31  | Xavier Mbuyamba     | Chelsea FC                     | Koop         | 2025 *       | onbekend    | Zomer   | [ 8 ] |
| Vlag van Engeland  | 38  | Darius Johnson      |                                | Amateurbasis | 2023         | n.v.t.      | Zomer   |       |

| # | Reden                                                                   |
| - | ----------------------------------------------------------------------- |
| * | FC Volendam heeft een optie om het contract met 1 seizoen te verlengen. |

### Vertrokken zomer
| Nat.               | Nr. | Naam              | Wedst | Goals | Naar                        | Type           | Transfersom | Periode | Bron   |
| ------------------ | --- | ----------------- | ----- | ----- | --------------------------- | -------------- | ----------- | ------- | ------ |
| Vlag van Nederland | 17  | Jim Beers         | 6     | 3     | Quick Boys                  | Einde contract | n.v.t.      | Zomer   | [ 9 ]  |
| Vlag van Nederland | 12  | Koen Blommestijn  | 3     | 1     | SC Telstar                  | Verhuurd       | n.v.t.      | Zomer   | [ 10 ] |
| /                  | 30  | Boy Deul          | 149   | 35    | Nog niet bekend             | Einde contract | n.v.t.      | Zomer   |        |
| Vlag van Nederland | 14  | Mike Eerdhuijzen  | 59    | 1     | Sparta Rotterdam            | Einde contract | n.v.t.      | Zomer   | [ 11 ] |
| /                  | 25  | John Hilton       | 9     | 0     | Koninklijke HFC             | Einde contract | n.v.t.      | Zomer   |        |
| Vlag van Engeland  | 38  | Darius Johnson    | 26    | 1     | Nog niet bekend             | Einde contract | n.v.t.      | Zomer   |        |
| Vlag van Nederland | 9   | Martijn Kaars     | 108   | 28    | Helmond Sport               | Einde contract | n.v.t.      | Zomer   | [ 12 ] |
| Vlag van Nederland | 26  | Sjors Kramer      | 6     | 0     | Rijnsburgse Boys            | Einde contract | n.v.t.      | Zomer   | [ 13 ] |
| Vlag van Italië    | 10  | Gaetano Oristanio | 35    | 5     | Internazionale              | Einde huur     | n.v.t.      | Zomer   |        |
| Vlag van Nederland | 20  | Dyllandro Panka   | 8     | 1     | Quick Boys                  | Einde contract | n.v.t.      | Zomer   | [ 14 ] |
| Vlag van Nederland | 6   | Alex Plat         | 108   | 0     | NAC Breda                   | Einde contract | n.v.t.      | Zomer   |        |
| /                  | 1   | Filip Stanković   | 29    | 0     | Internazionale              | Einde huur     | n.v.t.      | Zomer   |        |
| /                  | 18  | Samir Ben Sallam  | 44    | 1     | Karmiotissa Pano Polemidion | Einde contract | n.v.t.      | Zomer   | [ 15 ] |
| Vlag van Nederland | 40  | Jozhua Vertrouwd  | 7     | 0     | Jong FC Utrecht             | Einde contract | n.v.t.      | Zomer   | [ 16 ] |
| Vlag van Nederland | 32  | Dion Vlak         | 1     | 0     | SV Spakenburg               | Einde contract | n.v.t.      | Zomer   | [ 17 ] |
| Vlag van Nederland | 31  | Kevin Visser      | 143   | 20    | AFC                         | Einde contract | n.v.t.      | Zomer   | [ 18 ] |

| # | Reden    |
| - | -------- |
|   | Verhuurd |

### Aangetrokken winter
| Nat. | Nr. | Naam                     | Van            | Type | Contract tot | Transfersom | Periode | Bron   |
| ---- | --- | ------------------------ | -------------- | ---- | ------------ | ----------- | ------- | ------ |
| /    | 12  | Florent Sanchez Da Silva | Olympique Lyon | Huur | 2023         | n.v.t.      | Winter  | [ 19 ] |
|      |     |                          |                |      |              |             | Winter  |        |

### Vertrokken winter
| Nat. | Nr. | Naam | Wedst | Goals | Naar | Type | Transfersom | Periode | Bron |
| ---- | --- | ---- | ----- | ----- | ---- | ---- | ----------- | ------- | ---- |
|      |     |      |       |       |      |      |             | Winter  |      |

## Eredivisie

### Wedstrijden

##### Reguliere competitie
| Wedstrijddetails | Thuisploeg                                                                                               | Uitslag                         | Uitploeg                                                                         | Opstelling | Wissels | Kaarten                                      | Tenue | Verslag |
| --- | --- | ------------------------------- | -------------------------------------------------------------------------------- | --- | --- | -------------------------------------------- | ----- | ------- |
| Speelronde 1 zo. 7 augustus 2022 12:15 uur Euroborg Groningen Toeschouwers: 18.648 Balbezit: 59% / 41% Man of the Match: Van Mieghem      | FC Groningen                                                                                             | 2-2                             | FC Volendam                                                                      | 20. Verrips 5. Te Wierik, 12 Balker, 18. Määttä, 21. Kasanwirjo 4. Pelupessy , 6. Duarte, 7. Suslov 22. Lundqvist, 9. Strand Larsen, 27. Ngonge     | 66' 27. Ngonge 10. Irandust 66' 7. Suslov 11. Abraham 67' 22. Lundqvist 34. Oratmangoen                                                                                  |                                              |       | 1       |
| Ref.: Joey Kooij Ass.: Martijn Beijer, Marco Ribbink 4de.: Wouter Wiersma VAR1.: Alex Bos VAR2.: Joey Waleveld                            | Ngonge 2' Strand Larsen 34' Ngonge                                                                       | 1-0 2-0 2-1 2-2                 | 38' Van Mieghem Murkin 69' Benamar Van Mieghem                                   | 1. Stanković 3. Plat, 4. Mirani , 23. Van Duijl, 5. Murkin 6. Benamar, 8. Eiting, 19. Antonucci 7. Van Mieghem, 21. Mühren, 34. El Kadiri           | 40' 34. El Kadiri 9. Veerman 79' 19. Antonucci 10. Oristanio 86' 6. Benamar 33. W. Ould-Chikh 86' 21. Mühren 25. Zeefuik                                                 | 83' Benamar                                  |       | 1       |
| | |                                 |                                                                                  | | |                                              |       |         |
| Speelronde 2 zo. 14 augustus 2022 12:15 uur Kras Stadion Volendam Toeschouwers: 6.375 Balbezit: 50% / 50% Man of the Match: Tannane       | FC Volendam                                                                                              | 1-4                             | NEC Nijmegen                                                                     | 1. Stanković 3. Plat, 4. Mirani , 23. Van Duijl, 5. Murkin 6. Benamar, 8. Eiting, 19. Antonucci 7. Van Mieghem, 21. Mühren, 9. Veerman              | 36' 19. Antonucci 34. El Kadiri 59' 9. Veerman 10. Oristanio 59' 23. Van Duijl 11. B. Ould-Chikh 83' 6. Benamar 33. W. Ould-Chikh                                        | 34' Van Mieghem 56' Eiting                   |       | 2       |
| Ref.: Ingmar Oostrom Ass.: Cristian Dobre, Thomas Krijt 4de.: Jesse Rozendal VAR1.: Marc Nagtegaal VAR2.: Jordi Been                      | Van Mieghem 11' Benamar                                                                                  | 1-0 1-1 1-2 1-3 1-4             | 17' Tavşan Duelund 19' Tannane Marques 76' Duelund Schöne 90' Bruijn Duelund     | 22. Cillessen 4. Márquez, 5. Kramer, 16. El Karouani, 28. Van Rooij 10. Duelund, 14. Tannane, 20. Schöne 71. Proper, 7. Tavşan, 9. Marques          | 66' 9. Marques 6. Bruin 87' 7. Tavşan 21. Cissoko 90+2' 14. Tannane 8. Baldursson                                                                                        |                                              |       | 2       |
| | |                                 |                                                                                  | | |                                              |       |         |
| Speelronde 4 zo. 28 augustus 2022 14:30 uur Kras Stadion Volendam Toeschouwers: 6.750 Balbezit: 36% / 64% Man of the Match: Stanković     | FC Volendam                                                                                              | 1-0                             | FC Twente                                                                        | 1. Stanković 24. Douiri, 4. Mirani , 3. Plat , 5. Murkin 6. Benamar, 8. Eiting, 21. Mühren 7. Van Mieghem, 9. Veerman, 11. B. Ould-Chikh            | 46' 24. Douiri 15. James 58' 9. Veerman 33. W. Ould-Chikh 71' 11. B. Ould-Chikh 34. El Kadiri 75' 21. Mühren 25. Zeefuik                                                 | 45' Douiri 61' Van Mieghem                   |       | 4       |
| Ref.: Alex Bos Ass.: Roy de Nas, Maarten Ketting 4de.: Martin Peréz VAR1.: Serdar Gözübüyük VAR2.: Dyon Fikkert                           | Zeefuik 83' Van Mieghem                                                                                  | 1-0                             |                                                                                  | 1. Unnerstall 2. Hilgers, 3. Pröpper , 5. Smal, 20. Brenet 8. Zerrouki, 14. Steijn, 23. Sadílek 9. Van Wolfswinkel, 11. Rots, 19. Tzolis            | 46' 3. Pröpper 38. Bruns 46' 14. Steijn 18. Vlap 71' 11. Rots 10. Misidjan 71' 19. Tzolis 7. Černý 76' 20. Brenet 24. Everink 85' 18. Vlap 27. Ugalde                    |                                              |       | 4       |
| | |                                 |                                                                                  | | |                                              |       |         |
| Speelronde 3 wo. 31 augustus 2022 18:45 uur Philips Stadion Eindhoven Toeschouwers: 28.114 Balbezit: 65% / 35% Man of the Match: Simons   | PSV | 7-1                             | FC Volendam                                                                      | 1. Benítez 3. Teze, 4 Obispo, 22. Branthwaite, 31. Max 6. Sangaré, 23. Veerman, 7. Til 10. Gakpo , 7. Simons, 27. Bakayoko                          | 46' 4. Obispo 5. Ramalho 55' 3. Teze 2. Hoever 55' 23. Veerman 15. Gutiérrez 63' 10. Gakpo 33. Sávio 69' 7. Simons 32. Vertessen                                         |                                              |       | 3       |
| Ref.: Sander van der Eijk Ass.: Mario Diks, Rob van de Ven 4de.: Clay Ruperti VAR1.: Bas Nijhuis VAR2.: Bas van Dongen                    | Simons 1' Gakpo 25' (pen.) Gakpo 39' Max Plat 47' (e.d.) Gakpo 51' Veerman Simons 51' Sávio Bakayoko 79' | 1-0 2-0 3-0 3-1 4-1 5-1 6-1 7-1 | 40' Veerman Mirani                                                               | 1. Stanković 15. James, 6. Benamar, 4. Mirani , 3. Plat, 5. Murkin 7. Van Mieghem, 8. Eiting, 11. B. Ould-Chikh 9. Veerman, 21. Mühren              | 60' 7. Van Mieghem 34. El Kadiri 69' 3. Plat 24. Douiri 69' 8. Eiting 16. Nazih 69' 21. Mühren 33. W. Ould-Chikh                                                         | 29' Plat 62' B. Ould-Chikh 81' W. Ould-Chikh |       | 3       |
| | |                                 |                                                                                  | | |                                              |       |         |
| Speelronde 5 za. 3 september 2022 20:00 uur Het Kasteel Rotterdam Toeschouwers: 10.050 Balbezit: 55% / 45% Man of the Match: Saito        | Sparta Rotterdam                                                                                         | 4-0                             | FC Volendam                                                                      | 1. Olij 5. Pinto, 4 Eerdhuijzen, 3. Vriends , 2. Sambo 8. Kitolano, 6. De Guzmán, 10. Verschueren 11. Van Crooij, 9. Lauritsen, 7. Namli            | 65' 10. Verschueren 16. Mijnans 66' 7. Namli 18. Saito 73' 6. De Guzmán 22. Van Mullem 76' 4 Eerdhuijzen 14. Auassar                                                     |                                              |       | 5       |
| Ref.: Edwin van de Graaf Ass.: Richard Brondijk, Freek Vandeursen 4de.: Michael Eijgelsheim VAR1.: Allard Lindhout VAR2.: Maarten Ketting | Van Crooij 14' Olij Lauritsen 68' Pinto Lauritsen 72' Saito Mijnans 85' Saito                            | 1-0 2-0 3-0 4-0                 |                                                                                  | 1. Stanković 24 Douiri, 3. Plat, 4. Mirani , 5. Murkin 6. Benamar, 21. Mühren, 8. Eiting 7. Van Mieghem, 9. Veerman, 34. El Kadiri                  | 60' 24 Douiri 33. W. Ould-Chikh 69' 7. Van Mieghem 11. B. Ould-Chikh 69' 21. Mühren 10. Oristanio 69' 34. El Kadiri 25. Zeefuik 69' 34. El Kadiri 16. Nazih              |                                              |       | 5       |
| | |                                 |                                                                                  | | |                                              |       |         |
| Speelronde 6 vr. 9 september 2022 20:00 uur Kras Stadion Volendam Toeschouwers: 6.450 Balbezit: 51% / 49% Man of the Match: Kuipers       | FC Volendam                                                                                              | 2-3                             | Go Ahead Eagles                                                                  | 1. Stanković 3. Plat, 6. Benamar, 31. Mbuyamba, 5. Murkin 10. Oristanio, 4. Mirani , 8. Eiting 11. B. Ould-Chikh, 21. Mühren, 7. Van Mieghem        | 59' 6. Benamar 33. W. Ould-Chikh 70' 7. Van Mieghem 9. Veerman 74' 10. Oristanio 34. El Kadiri                                                                           | 44' Benamar 64' Oristanio 86' Murkin         |       | 6       |
| Ref.: Richard Martens Ass.: Erik Kleinjan, Cristian Dobre 4de.: Kevin Puts VAR1.: Robin Gansner VAR2.: Franca Overtoom                    | Eiting 31' Mühren 90+7' Eiting                                                                           | 0-1 1-1 1-2 1-3 2-3             | 23' Adekanye 77' Kuipers 82' Kuipers                                             | 1. De Lange 5. Kuipers , 26. Bakker, 6. Idzes, 2. Deijl 23. Edvardsen, 10. Rommens, 21. Llansana, 8. Linthorst 9. Lidberg, 11. Adekanye             | 14' 21. Llansana 19. Sow 46' 26. Bakker 25. Amofa 70' 11. Adekanye 18. Willumsson 87' 23. Edvardsen 33. Mattiello 90+9' 19. Sow 3. Nauber                                | 32' De Lange 44' Idzes 65' Linthorst         |       | 6       |
| | |                                 |                                                                                  | | |                                              |       |         |
| Speelronde 7 za. 17 september 2022 18:45 uur Gelredome Arnhem Toeschouwers: 15.702 Balbezit: 63% / 37% Man of the Match: Stanković        | Vitesse                                                                                                  | 1-1                             | FC Volendam                                                                      | 16. Scherpen 2. Arcus, 3. Flamingo, 20. Meulensteen, 13. Cornelisse, 32. Wittek 21. Bero , 8 Tronstad, 17. Kozłowski, 10. Vidović 14. Białek        | 71' 17. Kozłowski 42. Manhoef 76' 10. Vidović 11. Baden Frederiksen 85' 14. Białek 27. Yapi 85' 13. Cornelisse 29. Buitink                                               | 62' Białek 78' Cornelisse                    |       | 7       |
| Ref.: Erwin Blank Ass.: Bas van Dongen, Mark Janssen 4de.: Robin Hensgens VAR1.: Ingmar Oostrom VAR2.: Martijn Vos                        | Białek 48' Kozłowski                                                                                     | 0-1 1-1                         | 21' Mühren                                                                       | 1. Stanković 3. Plat, 31. Mbuyamba, 6. Benamar, 5. Murkin 10. Oristanio, 4. Mirani , 8. Eiting 11. B. Ould-Chikh, 21. Mühren, 7. Van Mieghem        | 37' 3. Plat 24. Douiri 64' 11. B. Ould-Chikh 9. Veerman 64' 7. Van Mieghem 34. El Kadiri 87' 21. Mühren 2. Buur 87' 10. Oristanio 33. W. Ould-Chikh                      | 62' Stanković                                |       | 7       |
| | |                                 |                                                                                  | | |                                              |       |         |
| Speelronde 8 zo. 2 oktober 2022 14:30 uur Fortuna Sittard Stadion Toeschouwers: 10.078 Balbezit: 57% / 43% Man of the Match: Embaló       | Fortuna Sittard                                                                                          | 2-0                             | FC Volendam                                                                      | 31. Pandur 12. Pinto, 2. Navarro, 14. Guth, 5. Cox 6. Duarte, 19. Ferati 85. Embaló, 15. Özyakup, 7. Córdoba 17. Yilmaz                             | 12' 6. Duarte 21. Erdoğan 71' 7. Córdoba 34. Taşçı 71' 85. Embaló 61. Vita 81' 15. Özyakup 90. Sourlis 81' 19. Ferati 8. Bassett                                         | 68' Ferati                                   |       | 8       |
| Ref.: Dennis Higler Ass.: Dave Goossens, Rogier Honig 4de.: Robin Vereijken VAR1.: Laurens Gerrets VAR2.: Martijn Beijer                  | Embaló 33' Özyakup 44' Pinto                                                                             | 1-0 2-0                         |                                                                                  | 1. Stanković 3. Plat, 31. Mbuyamba, 6. Benamar, 5. Murkin 10. Oristanio, 4. Mirani , 8. Eiting 11. B. Ould-Chikh, 21. Mühren, 7. Van Mieghem        | 46' 7. Van Mieghem 9. Veerman 61' 6. Benamar 33. W. Ould-Chikh 72' 21. Mühren 25. Zeefuik                                                                                | 39' B. Ould-Chikh                            |       | 8       |
| | |                                 |                                                                                  | | |                                              |       |         |
| Speelronde 9 za. 8 oktober 2022 18:45 uur Kras Stadion Volendam Toeschouwers: 6.850 Balbezit: 28% / 72% Man of the Match: Berghuis        | FC Volendam                                                                                              | 2-4                             | Ajax                                                                             | 1. Stanković 3. Plat, 31. Mbuyamba, 4. Mirani , 5. Murkin 2. Buur, 10. Oristanio, 8. Eiting 24. Douiri, 21. Mühren, 34. El Kadiri                   | 46' 2. Buur 6. Benamar 60' 24. Douiri 7. Van Mieghem 60' 21. Mühren 9. Veerman 70' 10. Oristanio 25. Zeefuik                                                             | 84' Eiting 88' Plat                          |       | 9       |
| Ref.: Allard Lindhout Ass.: Erwin Zeinstra, Nils van Kampen 4de.: Martin Pérez VAR1.: Martin van den Kerkhof VAR2.: Jan de Vries          | Zeefuik 74' Eiting 86' El Kadiri                                                                         | 0-1 0-2 0-3 1-3 2-3 2-4         | 17' (pen.) Tadić 39' Bassey Berghuis 64' Brobbey Timber 90+6' Klaassen Conceição | 22. Pasveer 15. Rensch, 2. Timber, 17. Blind, 3. Bassey 7. Bergwijn, 4. Álvarez, 8. Taylor 23. Berghuis, 20. Kudus, 10. Tadić                       | 61' 10. Tadić 6. Klaassen 61' 20. Kudus 9. Brobbey 73' 7. Bergwijn 21. Conceição 73' 15. Rensch 21. Grillitsch 82' 8. Taylor 25. Baas                                    | 81' Conceição 87' Klaassen 90+5' Brobbey     |       | 9       |
| | |                                 |                                                                                  | | |                                              |       |         |
| Speelronde 10 vr. 14 oktober 2022 20:00 uur De Oude Meerdijk Emmen Toeschouwers: 8.123 Balbezit: 53% / 47% Man of the Match: El Messaoudi | FC Emmen                                                                                                 | 1-1                             | FC Volendam                                                                      | 32. Van der Hart 34. Bouchouari, 2. Veendorp, 4. Veldmate , 24. Dirksen 8. Bernadou, 20. Vlak 77. Romeny, 7. Mendes, 23. El Messaoudi 10. Diemers   | 5' 8. Bernadou 13. Heylen 61' 23. El Messaoudi 9. Živković 73' 77. Romeny 11. Assehnoun                                                                                  |                                              |       | 10      |
| Ref.: Martin van den Kerkhof Ass.: Richard Brondijk, Rob van de Ven 4de.: Stan Teuben VAR1.: Jochem Kamphuis VAR2.: Sjoerd Nanninga       | El Messaoudi 67' Mendes                                                                                  | 0-1 1-1                         | 64' W. Ould-Chikh Eiting                                                         | 1. Stanković 3. Plat, 31. Mbuyamba, 4. Mirani , 5. Murkin 2. Buur, 6. Benamar, 8. Eiting 11. B. Ould-Chikh, 21. Mühren, 34. El Kadiri               | 46' 2. Buur 24. Douiri 46' 3. Plat 33. W. Ould-Chikh 56' 11. B. Ould-Chikh 7. Van Mieghem 63' 34. El Kadiri 9. Veerman 75' 6. Benamar 25. Zeefuik                        | 88' Douiri                                   |       | 10      |
| | |                                 |                                                                                  | | |                                              |       |         |
| Speelronde 11 zo. 23 oktober 2022 14:30 uur Kras Stadion Volendam Toeschouwers: 6.600 Balbezit: 48% / 52% Man of the Match: Köhlert       | FC Volendam                                                                                              | 1-3                             | SC Heerenveen                                                                    | 1. Stanković 6. Benamar, 31. Mbuyamba, 4. Mirani , 5. Murkin 33. W. Ould-Chikh, 10. Oristanio, 8. Eiting 7. Van Mieghem, 21. Mühren, 34. El Kadiri  | 62' 10. Oristanio 11. B. Ould-Chikh 62' 33. W. Ould-Chikh 16. Nazih 67' 6. Benamar 3. Plat 77' 34. El Kadiri 36. Blom 77' 7. Van Mieghem 25. Zeefuik                     | 45+7' Benamar 71' Van Mieghem                |       | 11      |
| Ref.: Edwin van de Graaf Ass.: Bas van Dongen, Mark Janssen 4de.: Robin Gansner VAR1.: Serdar Gözübüyük VAR2.: Rogier Honig               | Mühren 43' Eiting                                                                                        | 0-1 1-1 1-2 1-3                 | 64' Van Hooijdonk 85' Köhlert Haye 87' Sarr Van Hooijdonk                        | 44. Noppert 4. Van Beek , 6. Van Ottele, 5. Bochniewicz 27. Van Ewijk, 33. Haye, 10. Halilović, 7. Köhlert 19. Olsson 17. Van Hooijdonk, 9. Sarr    | 46' 6. Van Ottele 26. Tahiri 46' 10. Halilović 22. Al Hajj 90' 19. Olsson 15. Ali 90+1' 9. Sarr 13. Kaib                                                                 | 8' Haye 50' Olsson 58' Bochniewicz           |       | 11      |
| | |                                 |                                                                                  | | |                                              |       |         |
| Speelronde 12 zo. 29 oktober 2022 14:30 uur AFAS Stadion Alkmaar Toeschouwers: 18.255 Balbezit: 32% / 68% Man of the Match: Reijnders     | AZ | 2-1                             | FC Volendam                                                                      | 12. Verhulst 3. Hatzidiakos, 31. Beukema, 22. Dekker, 5. Kerkez 8. Clasie , 10. D. De Wit, 6. Reijnders 2. Sugawara, 7. Odgaard, 11. Karlsson       | 61' 7. Odgaard 9. Pavlidis 61' 11. Karlsson 25. Bazoer 72' 2. Sugawara 14. Koopmeiners 80' 5. Kerkez 34. M. de Wit                                                       | 14' D. De Wit '84 Clasie '90+4 Hatzidiakos   |       | 12      |
| Ref.: Joey Kooij Ass.: Rogier Honig, Roy de Nas 4de.: Marc Nagtegaal VAR1.: Nick Smit VAR2.: Jeroen Manschot                              | Odgaard 20' Sugawara Reijnders 40' Karlsson                                                              | 1-0 2-0 2-1                     | 48' Veerman El Kadiri                                                            | 1. Stanković 3. Plat, 31. Mbuyamba, 4. Mirani , 5. Murkin 33. W. Ould-Chikh, 10. Oristanio, 8. Eiting 7. Van Mieghem, 21. Mühren, 34. El Kadiri     | 46' 33. W. Ould-Chikh 9. Veerman 69' 34. El Kadiri 15. James 85' 3. Plat 6. Benamar 85' 7. Van Mieghem 25. Zeefuik                                                       | 26' Mbuyamba 45' Oristanio                   |       | 12      |
| | |                                 |                                                                                  | | |                                              |       |         |
| Speelronde 13 zo. 5 november 2022 14:30 uur Kras Stadion Volendam Toeschouwers: 6.700 Balbezit: 40% / 60% Man of the Match: Szymański     | FC Volendam                                                                                              | 0-2                             | Feyenoord                                                                        | 1. Stanković 3. Plat, 31. Mbuyamba, 4. Mirani , 15. James 10. Oristanio, 6. Benamar, 8. Eiting 7. Van Mieghem, 21. Mühren, 34. El Kadiri            | 46' 34. El Kadiri 11. B. Ould-Chikh 57' 21. Mühren 25. Zeefuik 64' 7. Van Mieghem 36. Blom 71' 31. Mbuyamba 2. Buur 80' 15. James 26. Payne 80' 10. Oristanio 9. Veerman | 38' Plat 88' B. Ould-Chikh                   |       | 13      |
| Ref.: Bas Nijhuis Ass.: Dave Goossens, Yorick Weterings 4de.: Wouter Wiersma VAR1.: Martin Pérez VAR2.: Franca Overtoom                   | | 0-1 0-2                         | 16' Danilo Dilrosun 43' Szymański Danilo                                         | 1. Bijlow 4. Geertruida, 18. Trauner , 33. Hancko, 19. Hartman 8. Timber, 17. Szymański, 10. Kökcü 11. Dilrosun, 9. Danilo, 14. Paixão              | 61' 19. Hartman 15. López 61' 14. Paixão 23. Wålemark 71' 9. Danilo 29. Giménez 72' 8. Timber 20. Wieffer                                                                | 38' Hartman 90+5' Trauner                    |       | 13      |
| | |                                 |                                                                                  | | |                                              |       |         |
| Speelronde 14 zo. 12 november 2022 14:30 uur Kras Stadion Volendam Toeschouwers: 6.650 Balbezit: 38% / 62% Man of the Match: Booth        | FC Volendam                                                                                              | 0-4                             | FC Utrecht                                                                       | 1. Stanković 3. Plat, 31. Mbuyamba, 4. Mirani , 5. Murkin 2. Buur, 10. Oristanio, 8. Eiting 11. B. Ould-Chikh, 25. Zeefuik, 34. El Kadiri           | 46' 2. Buur 33. W. Ould-Chikh 64' 25. Zeefuik 9. Veerman 65' 3. Plat 6. Benamar                                                                                          | '57 Zeefuik                                  |       | 14      |
| Ref.: Sander van der Eijk Ass.: Mario Diks, Charles Schaap 4de.: Kevin Puts VAR1.: Robin Hensgens VAR2.: Bas van Dongen                   | | 0-1 0-2 0-3 0-4                 | 14' Booth 73' Dost Boussaid 84' Van de Streek Boussaid 90+2' Bozdoğan Younes     | 1. Barkas 17. Klaiber, 33. Van der Hoorn, 27. Sagnan, 2. Van der Maarel 8. Brouwers, 18. Toornstra, 22. Van de Streek, 10. Booth 7. Redan, 28. Dost | 56' 10. Booth 26. Boussaid 74' 7. Redan 23. Younes 90+1' 22. Van de Streek 30. Maeda 90+1' 17. Klaiber 5. Ter Avest 90+1' 18. Toornstra 6. Bozdoğan                      | 52' Van de Streek                            |       | 14      |
| | |                                 |                                                                                  | | |                                              |       |         |
| Speelronde 15 zo. 8 januari 2023 14:30 uur Cambuurstadion Leeuwarden Toeschouwers: 9.828 Balbezit: 67% / 33% Man of the Match: Mühren     | SC Cambuur Leeuwarden                                                                                    | 0-3                             | FC Volendam                                                                      | 1. Virgínia 4. Bergsma, 15 Tol, 16. Bangura , 24. Van Wermeskerken 6. Hoedemakers, 8. Jacobs, 14. Breij 21. Van Kaam, 9. Boere, 11. Van der Water   | 30' 15. Tol 5. Schmidt 30' 24. Van Wermeskerken 33. Smand 46' 14. Breij 39. Smit 69' 21. Van Kaam 20. Maulun 75' 4. Bergsma 30. Balk                                     | 26' Van Kaam 54' Van der Water 73' Bangura   |       | 15      |
| Ref.: Richard Martens Ass.: Roy de Nas, Erik Koopman 4de.: Wouter Wiersma VAR1.: Jesse Rozendal VAR2.: Clay Ruperti                       | | 0-1 0-2 0-3                     | 8' B. Ould-Chikh Murkin 9' Mühren Mbuyamba 74' Veerman Eiting                    | 1. Stanković 31. Mbuyamba, 6. Benamar, 4. Mirani 2. Buur, 12. Da Silva, 8. Eiting , 5. Murkin 11. B. Ould-Chikh, 10. Oristanio 21. Mühren           | 58' 2. Buur 3. Plat 58' 11. B. Ould-Chikh 37. Antonioli 73' 21. Mühren 9. Veerman 81' 10. Oristanio 33. W. Ould-Chikh                                                    | 77' Oristanio                                |       | 15      |
| | |                                 |                                                                                  | | |                                              |       |         |
| Speelronde 16 za. 14 januari 2023 18:45 uur Kras Stadion Volendam Toeschouwers: 6.604 Balbezit: 46% / 54% Man of the Match: Da Silva      | FC Volendam                                                                                              | 2-1                             | RKC Waalwijk                                                                     | 1. Stanković 31. Mbuyamba, 6. Benamar, 4. Mirani 2. Buur, 12. Da Silva, 8. Eiting , 5. Murkin 11. B. Ould-Chikh, 10. Oristanio 21. Mühren           | 66' 2. Buur 3. Plat 66' 4. Mirani 7. Van Mieghem 77' 21. Mühren 9. Veerman 84' 10. Oristanio 28. Flint                                                                   | 31' Murkin                                   |       | 16      |
| Ref.: Bas Nijhuis Ass.: Bas van Dongen, Roan van Marrewijk 4de.: Michael Eijgelsheim VAR1.: Erwin Blank VAR2.: Stefan de Groot            | Mbuyamba 69' Eiting Da Silva 81' Oristanio                                                               | 0-1 1-1 2-1                     | 63' Seuntjens                                                                    | 1. Vaessen 23. Gaari, 4. Adewoye, 24. Van den Buijs 2. Lelieveld, 33. Oukili, 6. Anita , 5. Lutonda 14. Clement 20. Seuntjens, 9 Biereth            | 72' 9 Biereth 17. Kuijpers 81' 14. Clement 29. Kramer 81' 24. Van den Buijs 19. Bakkali                                                                                  |                                              |       | 16      |
| | |                                 |                                                                                  | | |                                              |       |         |
| Speelronde 17 vr. 20 januari 2023 20:00 uur Van Donge & De Roo Stadion Rotterdam Toeschouwers: Balbezit: % / % Man of the Match:          | Excelsior Rotterdam                                                                                      |                                 | FC Volendam                                                                      | | | 77', 81'                                     |       | [17]    |
| Ref.: Danny Makkelie Ass.: Hessel Steegstra, Jan de Vries 4de.: Stan Teuben VAR1.: Jeroen Manschot VAR2.: Roy de Nas                      | |                                 |                                                                                  | | | 77', 81'                                     |       | [17]    |
| | |                                 |                                                                                  | | |                                              |       |         |

##### KNVB-beker
| Wedstrijddetails | Thuisploeg                                          | Uitslag                 | Uitploeg                                                                                             | Opstelling | Wissels | Kaarten                    | Tenue | Verslag |
| --- | --------------------------------------------------- | ----------------------- | --- | --- | --- | -------------------------- | ----- | ------- |
| 1e ronde |                                                     |                         | | | |                            |       |         |
| Speelronde 1 di. 18 oktober 2022 20:00 uur Sportpark De Bosk Harkema Toeschouwers: Balbezit: % / % Man of the Match: Mühren                         | Harkemase Boys                                      | 1-5                     | FC Volendam                                                                                          | 1. Erick Jansema 6. Jelle de Graaf, 3. Milan de Koe, 17. Mark Bruintjes, 5. Joris Voest 22. Mees Gootjes, 10. Thomas Prinsen, 7. Gerald Postma 20. Jhurrey Margaritha, 24. Berwout Beimers, 11. Jari Slort | 46' 24. Berwout Beimers 14. Joris Adamas 63' 10. Thomas Prinsen 8. Stefan Deuling 63' 11. Jari Slort 9. Sven Hazewinkel 68' 17. Mark Bruintjes 4. Iloba Achuna 72' 6. Jelle de Graaf 2. Dennis Hoekstra | 24' Gerald Postma          |       | B1      |
| Ref.: Jesse Rozendal Ass.: Kevin Bodde, Frans Ozinga 4de.: Florian Lodeweegs                                                                        | Jhurrey Margaritha 32'                              | 0-1 1-1 1-2 1-3 1-4 1-5 | 16' Nazih Van Mieghem 43' Mühren Eiting 66' El Kadiri Mühren 76' Zeefuik Mühren 81' El Kadiri Mühren | 1. Stanković 6. Benamar, 4. Mirani , 31. Mbuyamba, 5. Murkin 8. Eiting, 16. Nazih, 33. W. Ould-Chikh 7. Van Mieghem, 21. Mühren, 34. El Kadiri                                                             | 46' 16. Nazih 25. Zeefuik 46' 7. Van Mieghem 11. B. Ould-Chikh 74' 5. Murkin 15. James 84' 34. El Kadiri 36. Jordi Blom 84' 33. W. Ould-Chikh 37. Joey Antonioli                                        |                            |       | B1      |
| 2e ronde |                                                     |                         | | | |                            |       |         |
| Speelronde 2 wo. 11 januari 2023 20:00 uur Abe Lenstra Stadion Heerenveen Toeschouwers: 10.000 Balbezit: 63% / 37% Man of the Match: Van Amersfoort | Sc Heerenveen                                       | 2-0                     | FC Volendam                                                                                          | 1. Mous 27. Van Ewijk, 3. Van Aken, 5. Bochniewicz , 7. Köhlert 33. Haye, 26. Tahiri 19. Olsson, 11. Van Amersfoort, 9. Sarr 29. Colassin                                                                  | 46' 26. Tahiri 17. Van Hooijdonk 46' 3. Van Aken 6. Van Ottele 90' 11. Van Amersfoort 22. Al Hajj 72' 29. Colassin 13. Kaib 82' 9. Sarr 8. Timossi Andersson                                            | 41' Van Aken 57' Van Ewijk |       | B2      |
| Ref.: Ingmar Oostrom Ass.: Mario Diks, Richard Polman 4de.: Erwin Blank                                                                             | Van Amersfoort 48' Sarr Van Hooijdonk 74' Van Ewijk | 1-0 2-0                 | | 1. Stanković 3. Plat, 4. Mirani ,31. Mbuyamba, 5. Murkin 28. Flint, 17. Twigt, 37. Antonioli 33. W. Ould-Chikh, 9. Veerman, 11. B. Ould-Chikh                                                              | 46' 33. W. Ould-Chikh 18. Gustavo 61' 31. Mbuyamba 6. Benamar 61' 11. B. Ould-Chikh 36. Jordi Blom 78' 5. Murkin 15. James 78' 9. Veerman 25. Zeefuik                                                   | 59' B. Ould-Chikh          |       | B2      |
| |                                                     |                         | | | |                            |       |         |

##### KNVB Play-Offs
| Wedstrijddetails                                                  | Thuisploeg  | Uitslag | Uitploeg    | Opstelling | Wissels | Kaarten  | Tenue | Verslag |
| ----------------------------------------------------------------- | ----------- | ------- | ----------- | ---------- | ------- | -------- | ----- | ------- |
| 1e ronde                                                          |             |         |             |            |         |          |       |         |
| Speelronde 1 datum tijd Kras Stadion Volendam Ref.: Toeschouwers: | FC Volendam |         | FC Volendam |            |         | 77', 81' |       |         |
| Speelronde 1 datum tijd Kras Stadion Volendam Ref.: Toeschouwers: |             |         |             |            |         | 77', 81' |       |         |

## Resultaten

### Seizoensresultaten
| Stand | Gespeeld | Gewonnen | Gelijk | Verloren | Punten | Doelpunten voor | Doelpunten tegen | Gele kaarten | Twee keer geel | Rode kaarten |
| ----- | -------- | -------- | ------ | -------- | ------ | --------------- | ---------------- | ------------ | -------------- | ------------ |
| 17    | 16       | 3        | 3      | 10       | 12     | 18              | 40               | 24           | 0              | 1            |

### Resultaat
| Speelronde | 1 | 2 | 4 | 3 | 5 | 6 | 7 | 8 | 9 | 10 | 11 | 12 | 13 | 14 | 15 | 16 | 17 | 18 | 19 | 20 | 21 | 22 | 23 | 24 | 25 | 26 | 27 | 28 | 29 | 30 | 31 | 32 | 33 | 34 |
| ---------- | - | - | - | - | - | - | - | - | - | -- | -- | -- | -- | -- | -- | -- | -- | -- | -- | -- | -- | -- | -- | -- | -- | -- | -- | -- | -- | -- | -- | -- | -- | -- |
| Resultaat  | g | v | w | v | v | v | g | v | v | g  | v  | v  | v  | v  | w  | w  |    |    |    |    |    |    |    |    |    |    |    |    |    |    |    |    |    |    |

Winst
Gelijk
Verlies

### Aantal punten per speelronde
| Speelronde | 1 | 2 | 4 | 3 | 6 | 5 | 7 | 8 | 9 | 10 | 11 | 12 | 13 | 14 | 16 | 15 | 17 | 18 | 19 | 20 | 21 | 22 | 23 | 25 | 24 | 26 | 28 | 29 | 30 | 27 | 31 | 33 | 32 | 34 | Totaal |
| ---------- | - | - | - | - | - | - | - | - | - | -- | -- | -- | -- | -- | -- | -- | -- | -- | -- | -- | -- | -- | -- | -- | -- | -- | -- | -- | -- | -- | -- | -- | -- | -- | ------ |
| Punten     | 1 | 0 | 3 | 0 | 0 | 0 | 1 | 0 | 0 | 1  | 0  | 0  | 0  | 0  | 0  | 3  | 3  |    |    |    |    |    |    |    |    |    |    |    |    |    |    |    |    |    | 12     |

### Aantal punten na speelronde
| Speelronde | 1 | 2 | 4 | 3 | 5 | 6 | 7 | 8 | 9 | 10 | 11 | 12 | 13 | 14 | 15 | 16 | 17 | 18 | 19 | 20 | 21 | 22 | 23 | 24 | 25 | 26 | 27 | 28 | 29 | 30 | 31 | 32 | 33 | 34 | Totaal |
| ---------- | - | - | - | - | - | - | - | - | - | -- | -- | -- | -- | -- | -- | -- | -- | -- | -- | -- | -- | -- | -- | -- | -- | -- | -- | -- | -- | -- | -- | -- | -- | -- | ------ |
| Punten     | 1 | 1 | 4 | 4 | 4 | 4 | 5 | 5 | 5 | 6  | 6  | 6  | 6  | 6  | 9  | 12 |    |    |    |    |    |    |    |    |    |    |    |    |    |    |    |    |    |    | 12     |

### Stand na speelronde
| Speelronde | 1 | 2  | 4  | 3  | 5  | 6  | 7  | 8  | 9  | 10 | 11 | 12 | 13 | 14 | 15 | 16 | 17 | 18 | 19 | 20 | 21 | 22 | 23 | 24 | 25 | 26 | 27 | 28 | 29 | 30 | 31 | 32 | 33 | 34 | Eindstand |
| ---------- | - | -- | -- | -- | -- | -- | -- | -- | -- | -- | -- | -- | -- | -- | -- | -- | -- | -- | -- | -- | -- | -- | -- | -- | -- | -- | -- | -- | -- | -- | -- | -- | -- | -- | --------- |
| Stand      | 9 | 13 | 10 | 13 | 16 | 16 | 15 | 18 | 18 | 18 | 18 | 18 | 18 | 18 | 17 | 17 |    |    |    |    |    |    |    |    |    |    |    |    |    |    |    |    |    |    | 17        |

### Aantal doelpunten per speelronde
| Speelronde | 1 | 2 | 4 | 3 | 5 | 6 | 7 | 8 | 9 | 10 | 11 | 12 | 13 | 14 | 15 | 16 | 17 | 18 | 19 | 20 | 21 | 22 | 23 | 24 | 25 | 26 | 27 | 28 | 29 | 30 | 31 | 32 | 33 | 34 | Totaal |
| ---------- | - | - | - | - | - | - | - | - | - | -- | -- | -- | -- | -- | -- | -- | -- | -- | -- | -- | -- | -- | -- | -- | -- | -- | -- | -- | -- | -- | -- | -- | -- | -- | ------ |
| Doelpunten | 2 | 1 | 1 | 1 | 0 | 2 | 1 | 0 | 2 | 1  | 1  | 1  | 0  | 0  | 3  | 2  |    |    |    |    |    |    |    |    |    |    |    |    |    |    |    |    |    |    | 18     |

### Aantal tegendoelpunten per speelronde
| Speelronde | 1 | 2 | 4 | 3 | 5 | 6 | 7 | 8 | 9 | 10 | 11 | 12 | 13 | 14 | 15 | 16 | 17 | 18 | 19 | 20 | 21 | 22 | 23 | 24 | 25 | 26 | 27 | 28 | 29 | 30 | 31 | 32 | 33 | 34 | Totaal |
| ---------- | - | - | - | - | - | - | - | - | - | -- | -- | -- | -- | -- | -- | -- | -- | -- | -- | -- | -- | -- | -- | -- | -- | -- | -- | -- | -- | -- | -- | -- | -- | -- | ------ |
| Doelpunten | 2 | 4 | 0 | 7 | 4 | 3 | 1 | 2 | 4 | 1  | 3  | 2  | 2  | 4  | 0  | 1  |    |    |    |    |    |    |    |    |    |    |    |    |    |    |    |    |    |    | 40     |

### Doelsaldo na speelronde
| Speelronde | 1 | 2  | 4  | 3  | 5   | 6   | 7   | 8   | 9   | 10  | 11  | 12  | 13  | 14  | 15  | 16  | 17 | 18 | 19 | 20 | 21 | 22 | 23 | 24 | 25 | 26 | 27 | 28 | 29 | 30 | 31 | 32 | 33 | 34 | Totaal |
| ---------- | - | -- | -- | -- | --- | --- | --- | --- | --- | --- | --- | --- | --- | --- | --- | --- | -- | -- | -- | -- | -- | -- | -- | -- | -- | -- | -- | -- | -- | -- | -- | -- | -- | -- | ------ |
| Doelsaldo  | 0 | −3 | −2 | −8 | −12 | −13 | −13 | −15 | −17 | −17 | −19 | −20 | −22 | −26 | −23 | −22 |    |    |    |    |    |    |    |    |    |    |    |    |    |    |    |    |    |    | -22    |

### Stand
| Pos | Pw       | Team             | Wed | W  | G  | V  | Ptn | DV | DT | +/− | Kwalificatie of degradatie                               |
| --- | -------- | ---------------- | --- | -- | -- | -- | --- | -- | -- | --- | -------------------------------------------------------- |
| 1   | Stabiel  | Feyenoord        | 16  | 11 | 4  | 1  | 37  | 39 | 14 | +25 | Landskampioen, groepsfase Champions League               |
| 2   | Gestegen | AZ               | 16  | 10 | 3  | 3  | 33  | 28 | 17 | +11 | Derde voorronde Champions League                         |
| 3   | Gedaald  | Ajax             | 16  | 9  | 5  | 2  | 32  | 45 | 18 | +27 | Derde voorronde Europa Conference League                 |
| 4   | Gedaald  | PSV              | 16  | 10 | 2  | 4  | 32  | 44 | 22 | +22 | Play-offs voor tweede voorronde Europa Conference League |
| 5   | Gedaald  | FC Twente        | 16  | 9  | 4  | 3  | 31  | 26 | 9  | +17 | Play-offs voor tweede voorronde Europa Conference League |
| 6   | Stabiel  | Sparta Rotterdam | 16  | 8  | 4  | 4  | 28  | 26 | 16 | +10 | Play-offs voor tweede voorronde Europa Conference League |
| 7   | Stabiel  | FC Utrecht       | 16  | 7  | 5  | 4  | 26  | 26 | 24 | +2  | Play-offs voor tweede voorronde Europa Conference League |
| 8   | Stabiel  | sc Heerenveen    | 16  | 6  | 6  | 4  | 24  | 16 | 15 | +1  |                                                          |
| 9   | Stabiel  | N.E.C.           | 16  | 3  | 10 | 3  | 19  | 20 | 17 | +3  |                                                          |
| 10  | Stabiel  | Go Ahead Eagles  | 16  | 4  | 7  | 5  | 19  | 25 | 26 | −1  |                                                          |
| 11  | Stabiel  | RKC Waalwijk     | 16  | 4  | 6  | 6  | 18  | 26 | 30 | −4  |                                                          |
| 12  | Gestegen | Fortuna Sittard  | 16  | 4  | 4  | 8  | 16  | 20 | 29 | −9  |                                                          |
| 13  | Gedaald  | Excelsior        | 16  | 5  | 1  | 10 | 16  | 17 | 38 | −21 |                                                          |
| 14  | Stabiel  | Vitesse          | 16  | 3  | 6  | 7  | 15  | 18 | 31 | −13 |                                                          |
| 15  | Stabiel  | FC Groningen     | 16  | 3  | 3  | 10 | 12  | 17 | 33 | −16 |                                                          |
| 16  | Stabiel  | FC Emmen         | 16  | 2  | 6  | 8  | 12  | 13 | 29 | −16 | Play-offs tegen degradatie naar de Eerste divisie        |
| 17  | Stabiel  | FC Volendam      | 16  | 3  | 3  | 10 | 12  | 18 | 40 | −22 | Degradatie naar de Eerste divisie                        |
| 18  | Stabiel  | SC Cambuur       | 16  | 2  | 3  | 11 | 9   | 9  | 25 | −16 | Degradatie naar de Eerste divisie                        |

1. ↑  Zeven ploegen, één uit de Eredivisie en zes uit de Eerste divisie, spelen om één plek in de Eredivisie. De overige ploegen spelen in de Eerste divisie.

### Topscorers
| Nr.                           | Naam                     | Goal |
| ----------------------------- | ------------------------ | ---- |
| 1.                            | Robert Mühren            | 4    |
| 2.                            | Henk Veerman             | 3    |
| 3.                            | Carel Eiting             | 2    |
| 3.                            | Daryl van Mieghem        | 2    |
| 3.                            | Lequincio Zeefuik        | 2    |
| 6.                            | Benaissa Benamar         | 1    |
| 6.                            | Xavier Mbuyamba          | 1    |
| 6.                            | Bilal Ould-Chikh         | 1    |
| 6.                            | Walid Ould-Chikh         | 1    |
| 6.                            | Florent Sanchez Da Silva | 1    |
| Eigen doelpunten tegenstander |                          |      |
| Totaal                        | Totaal                   | 18   |

| Nr.                           | Naam              | Goal |
| ----------------------------- | ----------------- | ---- |
| 1.                            | Ibrahim El Kadiri | 2    |
| 2.                            | Robert Mühren     | 1    |
| 2.                            | Imran Nazih       | 1    |
| 2.                            | Lequincio Zeefuik | 1    |
| Eigen doelpunten tegenstander |                   |      |
| Totaal                        | Totaal            | 5    |

### Assists
| Nr.    | Naam              | Assist |
| ------ | ----------------- | ------ |
| 1.     | Carel Eiting      | 5      |
| 2.     | Ibrahim El Kadiri | 2      |
| 2.     | Daryl van Mieghem | 2      |
| 2.     | Derry John Murkin | 2      |
| 5.     | Benaissa Benamar  | 1      |
| 5.     | Xavier Mbuyamba   | 1      |
| 5.     | Damon Mirani      | 1      |
| 5.     | Gaetano Oristanio | 1      |
| Totaal | Totaal            | 15     |

| Nr.    | Naam              | Assist |
| ------ | ----------------- | ------ |
| 1.     | Robert Mühren     | 3      |
| 2.     | Carel Eiting      | 1      |
| 2.     | Daryl van Mieghem | 1      |
| Totaal | Totaal            | 5      |

Ajax ·
AZ ·
SC Cambuur ·
FC Emmen ·
Excelsior ·
Feyenoord ·
Fortuna Sittard ·
Go Ahead Eagles ·
FC Groningen ·
sc Heerenveen ·
N.E.C. ·
PSV ·
RKC Waalwijk ·
Sparta Rotterdam ·
FC Twente ·
FC Utrecht ·
Vitesse ·
FC Volendam